# Destination X 2006
Destination X 2006 è stata la seconda edizione del pay-per-view prodotto dalla Total Nonstop Action Wrestling (TNA). L'evento si è svolto il 12 marzo 2006 nella IMPACT! Zone di Orlando in Florida.

## Risultati
| #  | Risultati | Stipulazioni                                                  | Durata           |
| -- | --- | ------------------------------------------------------------- | ---------------- |
| 1  | Shannon Moore ha sconfitto Cassidy O'Reilly | Single match                                                  | 03:21 Dark match |
| 2  | The Diamonds in the Rough (David Young e Elix Skipper con Simon Diamond) hanno sconfitto Shark Boy e Norman Smiley                                                                      | Tag team match                                                | 06:42 Dark match |
| 3  | Alex Shelley ha sconfitto Jay Lethal | Single match                                                  | 10:08            |
| 4  | Lance Hoyt ha sconfitto Matt Bentley (con Traci Brooks) | Single match                                                  | 07:59            |
| 5  | Team Canada (Bobby Roode ed Eric Young con Coach D'Amore e A-1) ha sconfitto The Naturals Chase Stevens e Andy Douglas                                                                  | Tag team match                                                | 12:24            |
| 6  | The James Gang (B.G. James e Kip James e Bob Armstrong) ha sconfitto The Latin American Xchange (Homicide e Hernandez con Machete e Konnan)                                             | Six-man tag team match                                        | 06:38            |
| 7  | Chris Sabin ha sconfitto Petey Williams, Sonjay Dutt e Puma | Fatal four-way match                                          | 14:57            |
| 8  | America's Most Wanted (Chris Harris e James Storm con Gail Kim), Jeff Jarrett ed Abyss (con James Mitchell) hanno sconfitto Team 3D (Brother Ray e Brother Devon), Rhino e Ron Killings | 8-Man War                                                     | 20:10            |
| 9  | Christopher Daniels ha sconfitto Samoa Joe (c) e A.J. Styles | Ultimate X match per il titolo TNA X Division Championship    | 13:26            |
| 10 | Christian Cage (c) ha sconfitto Monty Brown | Single match per il titolo NWA World Heavyweight Championship | 17:11            |
|    | (c) è riferito al campione in carica al momento dell'inizio del match. |                                                               |                  |